# Borysy (obwód połtawski)
Borysy (ukr. Бориси) – wieś na Ukrainie w rejonie hłobyńskim obwodu połtawskiego, centrum miejscowej silskiej rady (Борисівська сільська рада), w której skład nie wchodzą poza tym inne miejscowości. 

## Geografia
Borysy znajdują się 19 km na południowy zachód od stolicy rejonu, miasta Hłobyne. W pobliżu wsi zlokalizowane jest źródło niewielkiego (długość 6 km), bezimiennego strumienia, który wpada do Zbiornika Kremieńczuckiego.

## Historia
Wieś założona na początku XVII wieku. Nazwa miejscowości pochodzi od kozaka Borysa, który pierwszy osiedlił się w tej okolicy. 
W 1856 r. zbudowano tu pierwszą cerkiew, przy której w 1864 r. powstała przycerkiewna szkoła parafialna.
Na początku 1910 r. w Borysach było 231 gospodarstw. 
W 1935 r. na terenie wsi utworzono trzy kołchozy, połączone w jeden po II wojnie światowej.

## Współczesność
W miejscowości działają: urząd pocztowy, punkt felczersko-akuszerski, biblioteka, 2 sklepy, bania. 
Wieś zgazyfikowano w 2006 r.